# Interfax

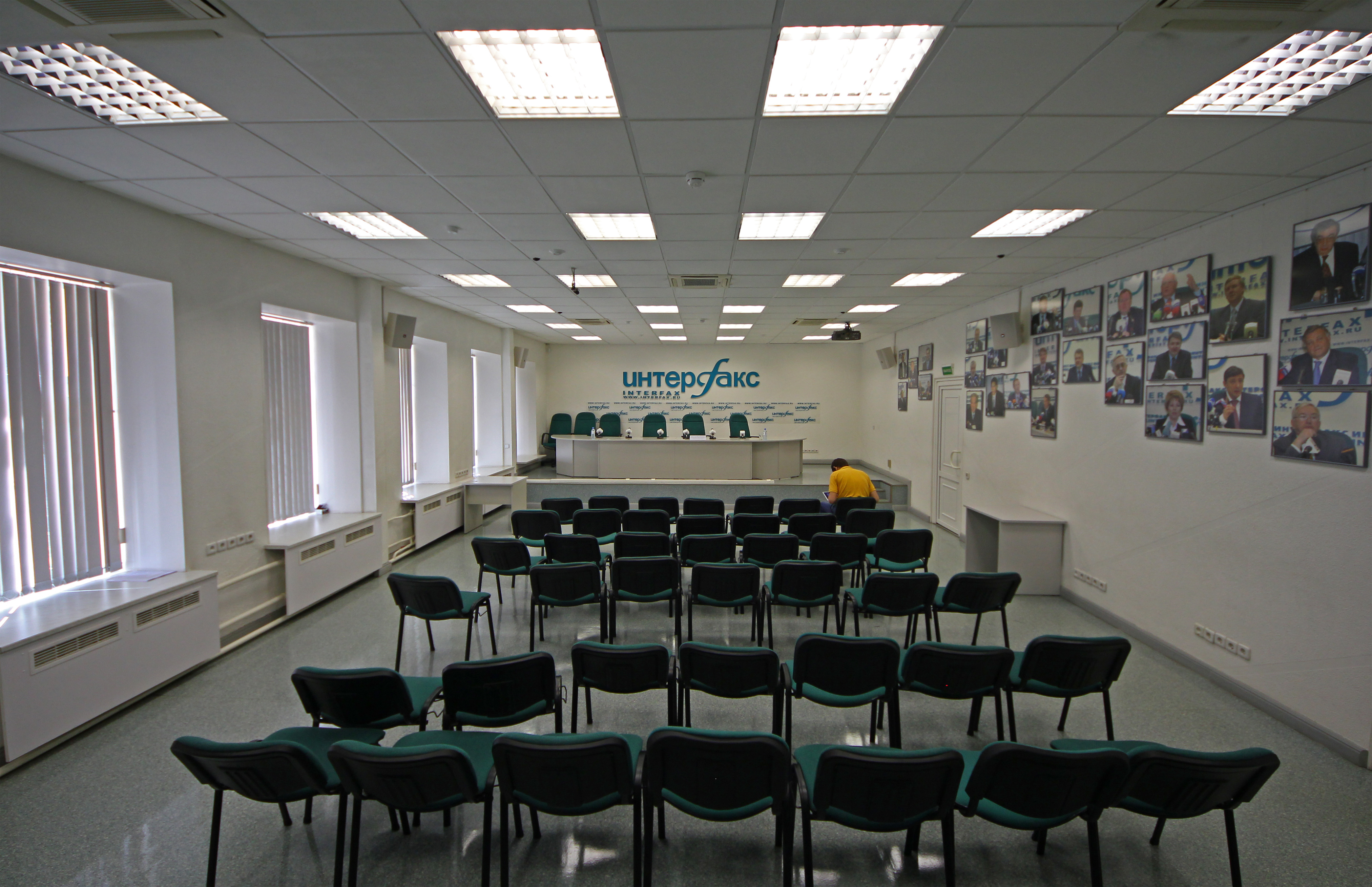
La salle de presse à Moscou

Interfax (en russe: Интерфакс) est une agence de presse russe privée située à Moscou.
Elle a été créée en juin 1989 par des employés de Radio Moscou et emploie environ 1 500 journalistes.
Elle se concentre sur les nouvelles d'Europe et d'Asie et dispose de bureaux à Londres, New York, Francfort, Hong Kong, Shanghaï, Pékin, Denver, Moscou, Varsovie, Budapest, Prague, Kiev, Minsk et Almaty.